# 가와스지촌
가와스지촌(川筋村)은 이시카와현 가호쿠군에 있던 촌이다. 현재의 가나자와시의 북서부, 호쿠리쿠 본선 가나자와역의 북북서, 아사노강의 오른쪽 강변에 해당

## 지리
- 현재의 가나자와시 농업협동조합 본사가 소재하고 있다.
- 하천: 아사노강

## 역사
- 1889년 4월 1일 - 정촌제 시행에 의해 4개 촌의 구역을 가지고  가와스지촌이 성립하였다.
- 1907년 8월 10일 - 가와스지촌, 가와사키촌, 기고시촌이 합병해, 가와키타촌이 성립하였다

## 참고문헌
- 角川日本地名大辞典 17 石川県